# Neri di Bicci
Pour les articles homonymes, voir Bicci.

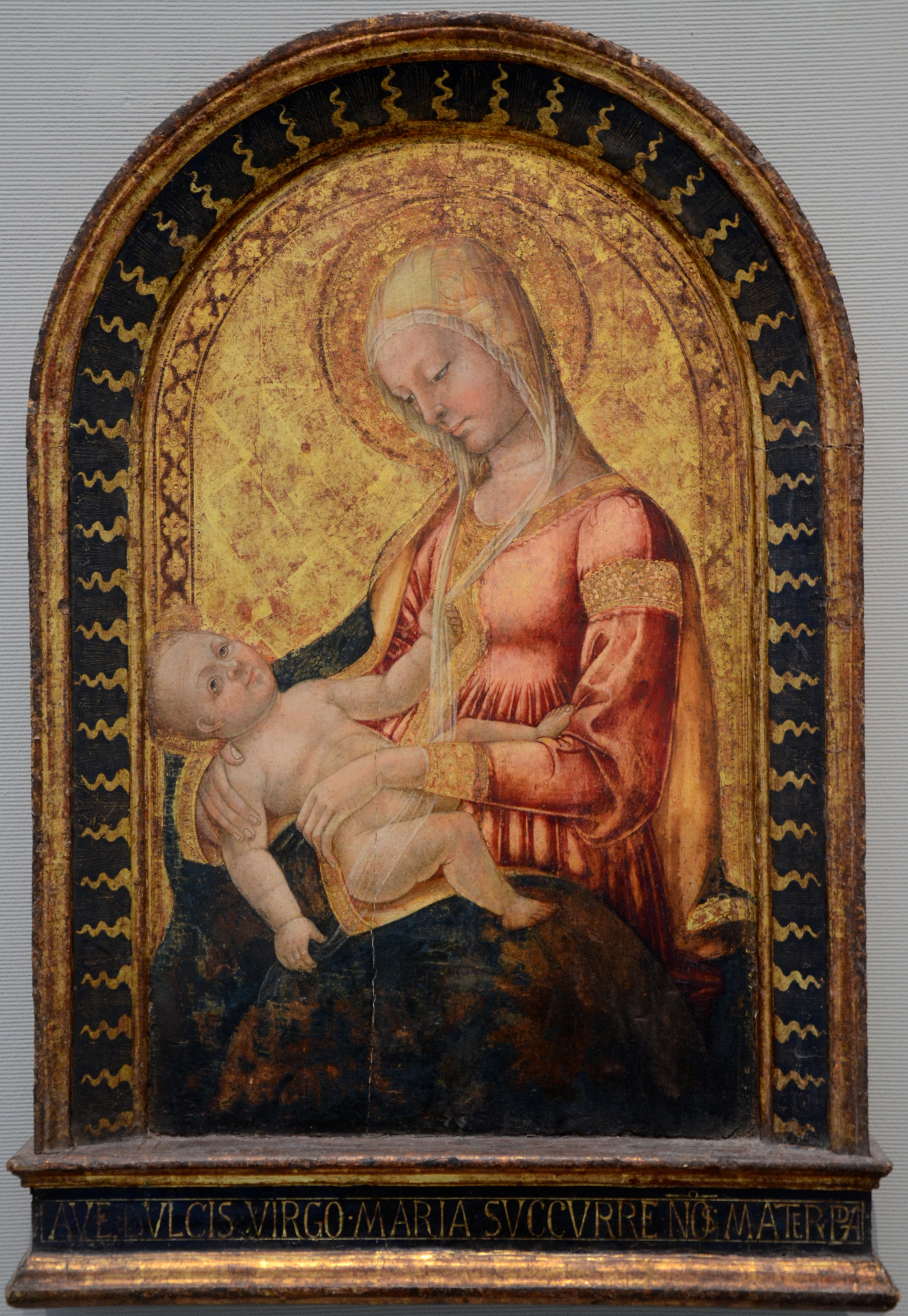
La Vierge et l'Enfant (entre 1466 et 1468), tempera sur bois, musée d'art et d'histoire de Genève

Neri di Bicci (Florence, 1418 – 1492) est un peintre florentin de la Renaissance, fils du peintre Bicci di Lorenzo.

## Biographie
Son père Bicci di Lorenzo et son grand-père Lorenzo di Bicci étaient tous deux peintres à Florence. Neri di Bicci reste fidèle à l'esthétique byzantine, fonds d'or et schémas traditionnels et tente d'intégrer les nouvelles conceptions de la perspective et de l'éclairage introduites par la Renaissance. Il s'inspire de Filippo Lippi ou d'autres maîtres. Son œuvre est importante : retables avec le Couronnement de la Vierge (Florence, Accademia et S. Giovannino dei Cavalieri ; Avignon, Petit Palais), L'Annonciation (Florence, Accademia), Vierge et l'Enfant avec des saints (musée de Fabriano ; Avignon, Petit Palais) et des Madones (id.).
Entre 1453 à 1475, toutes les œuvres réalisées dans son atelier sont répertoriées dans le livre Ricordanze  aujourd'hui conservé à la galerie des Offices à Florence. Ce document est un témoignage unique sur les pratiques artistiques à Florence au Quattrocento.

## Œuvres
- Scènes de la vie de sainte Félicité (1463), église Santa Felicità, Florence.
- Saint Jean Gualbert et les saints vallombrosains, église Santa Trinita (Florence).
- La Vierge et l'Enfant, peinture sur bois, 45 × 36 cm, Musée des beaux-arts de Dijon [1].

- Saint Antoine et un saint évêque, peinture sur bois, 206 × 94 cm, Musée des beaux-arts, Nantes.
- La Vierge et l'Enfant (entre 1466 et 1468), tempera sur bois, musée d'art et d'histoire de Genève
- La Vierge et l'Enfant avec saint Michel et saint Blaise (vers 1475), huile et détrempe sur panneau, musée des beaux-arts de Montréal.
- Le Christ en croix, la Vierge, saint Jean et Madeleine (XVe siècle), tempéra à l'œuf sur bois, musée des Augustins de Toulouse.

## Galerie d'images

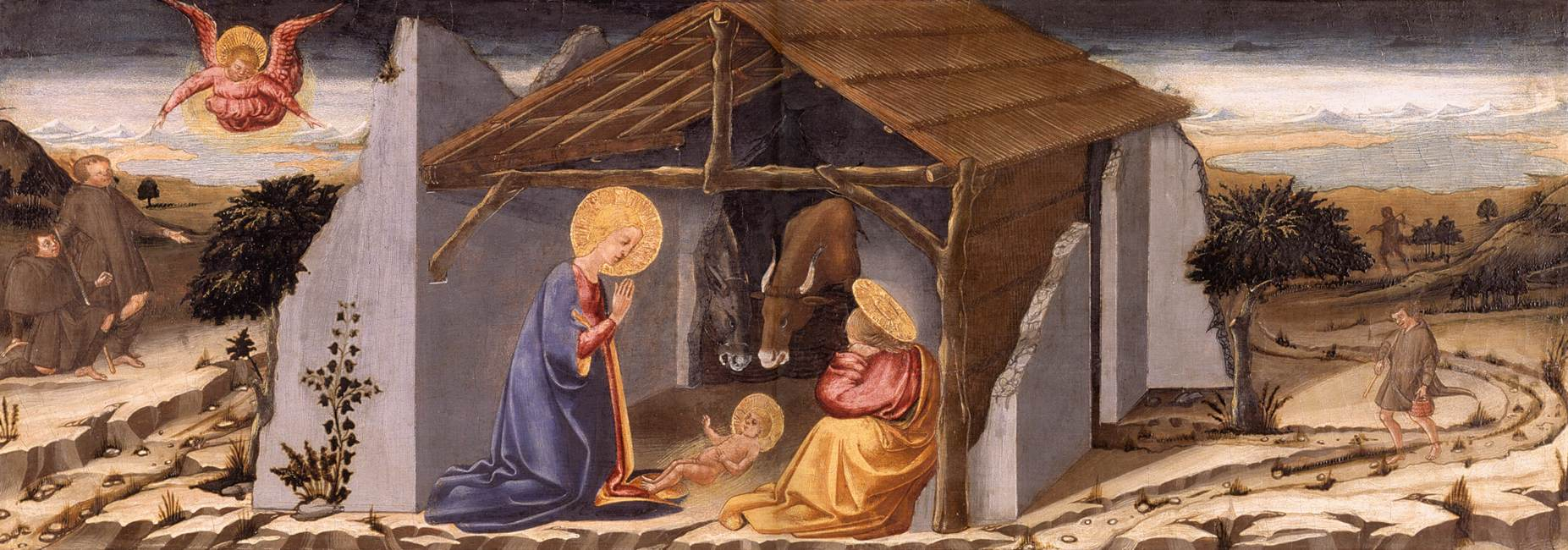
Nativité, Musée de Lindenau
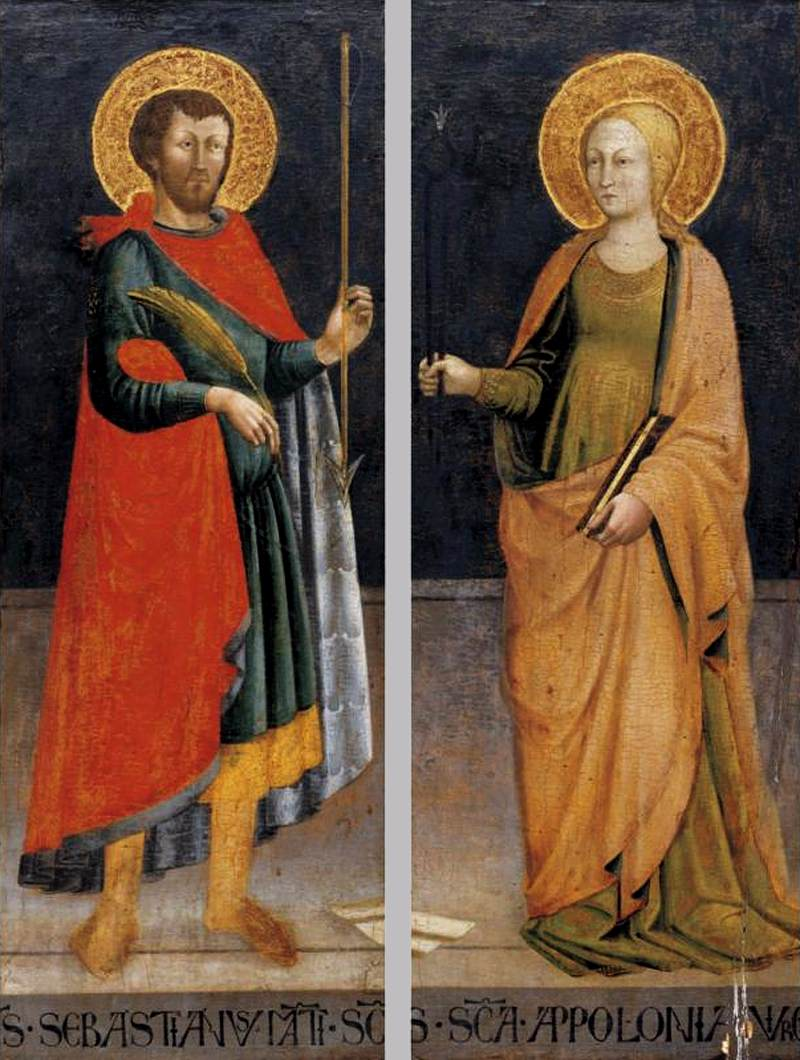
Les Saints Sébastien et Apollonia, Collection particulière.
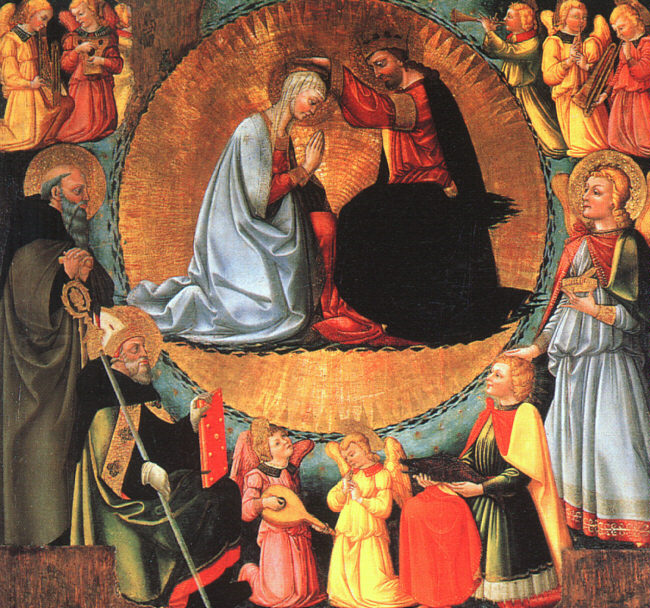
Le couronnement de la Vierge, Musée du Petit Palais, Avignon.
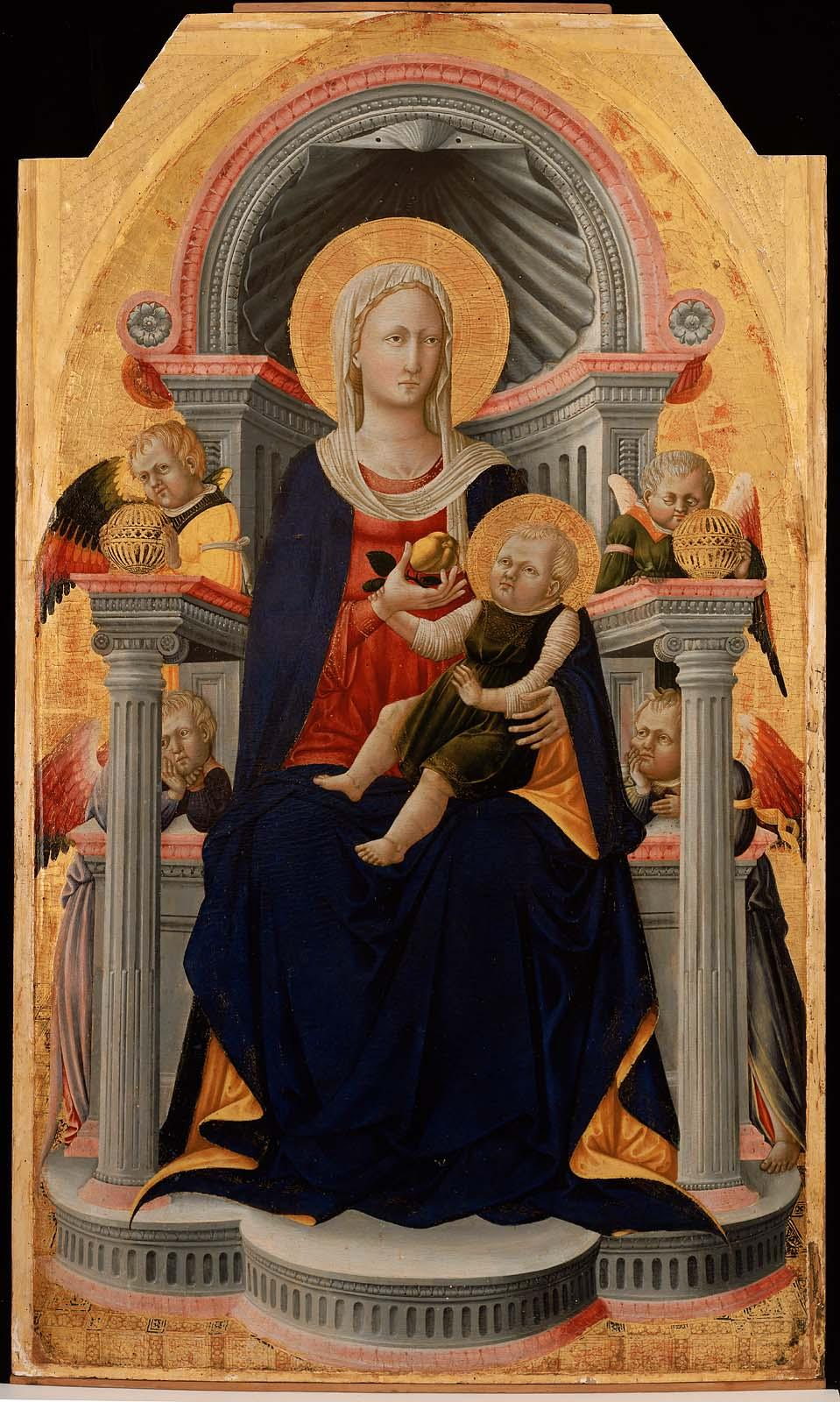
La Vierge et l'Enfant avec quatre anges, Musée des Beaux-Arts de Boston
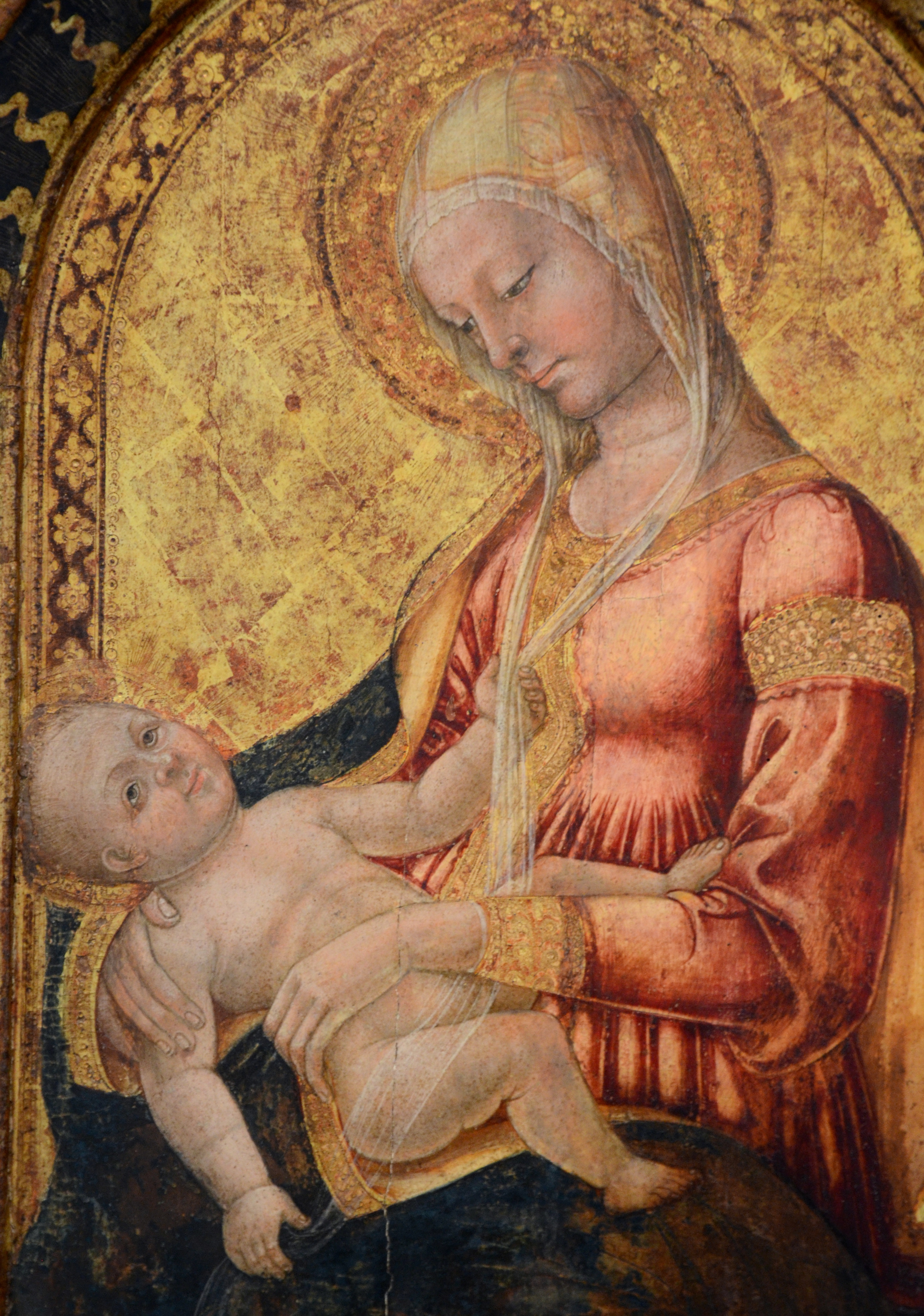
Détail de La Vierge et l'Enfant, Musée d'art et d'histoire de Genève.
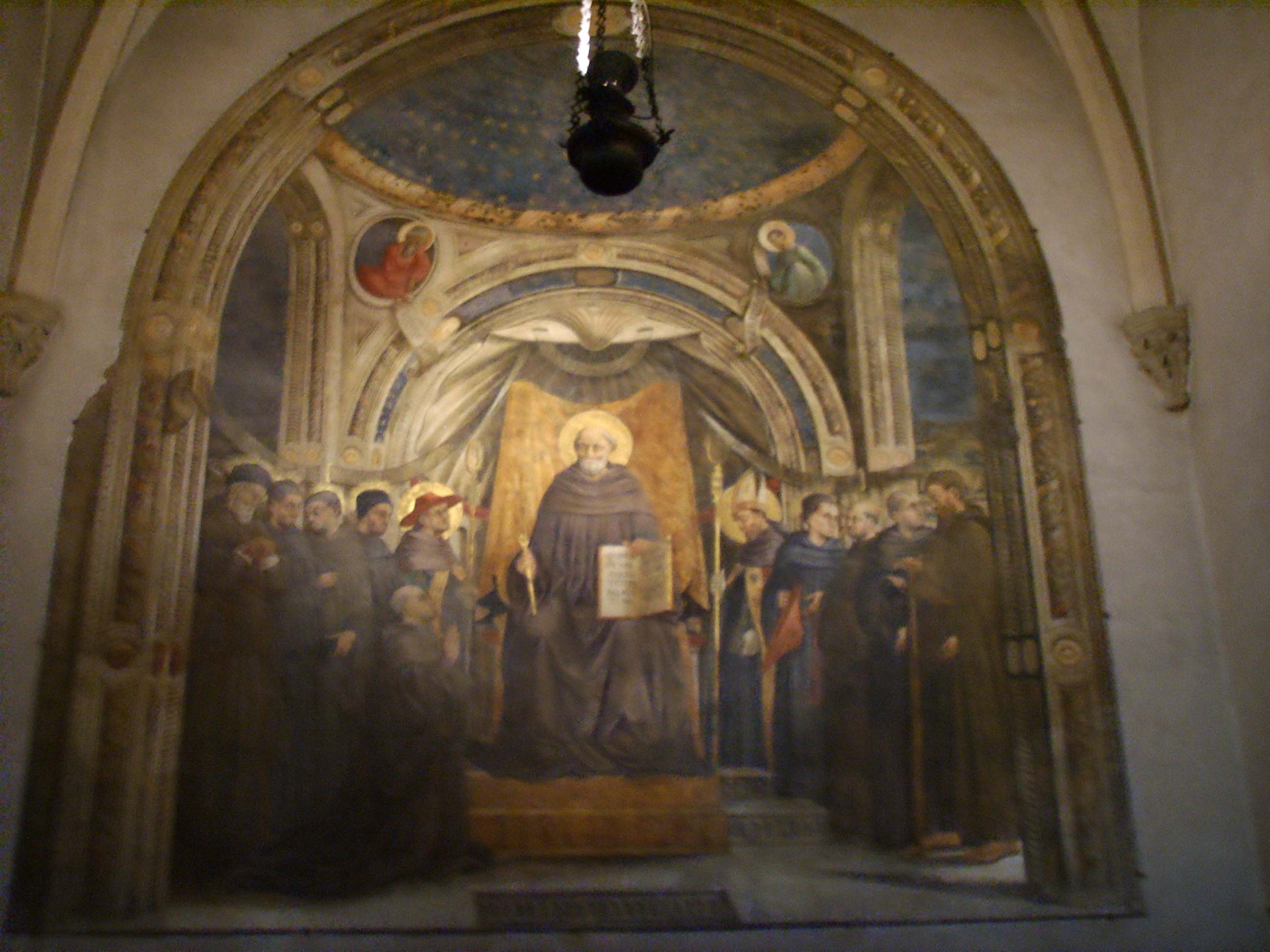
Saint Jean Gualbert et quatre saints vallombrosains, fresque de l'église Santa Trinita, Florence.